# Třída Kunigami
Třída Kunigami je třída oceánských hlídkových lodí japonské pobřežní stráže. Celkem bylo postaveno 23 jednotek této třídy. Ve službě jsou od roku 2012.

## Stavba

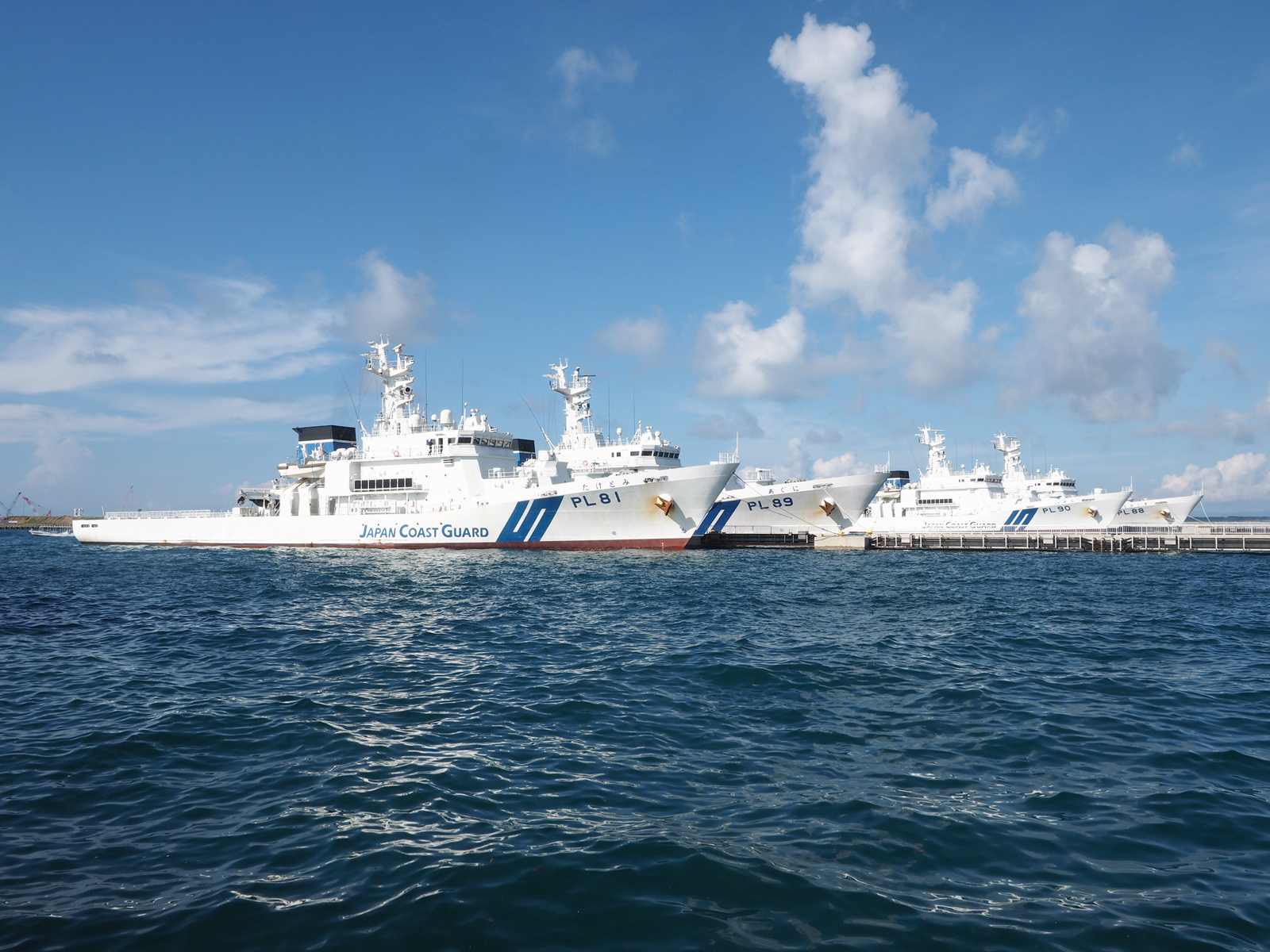
Třída Kunigami

Na stavbě se podílely loděnice Mitsubishi Heavy Industries v Šimonoseki (PL-09~12, 81~84, 88 a 90), Japan Marine United Corporation v Jokohamě (PL-13, 85, 86, 91, 93, 95) a Mitsui Engineering & Shipbuilding (nyní Mitsubishi Heavy Industries Maritime Systems) v Tamano (PL-14, 87, 89, 92, 94).
Jednotky třídy Kunigami:
| Jméno            | Založení kýlu      | Spuštěna           | Vstup do služby    | Status                               |
| ---------------- | ------------------ | ------------------ | ------------------ | ------------------------------------ |
| Kunisaki (PL-09) | 28. února 2011     | 28. listopadu 2011 | 27. dubna 2012     | původní název jako Kunigami, aktivní |
| Bukō (PL-10)     | 28. února 2011     | 19. srpna 2011     | 27. dubna 2012     | původní název jako Motobu, aktivní   |
| Taketomi (PL-81) | 1. března 2013     | 5. března 2014     | 26. září 2014      | aktivní                              |
| Nagura (PL-82)   | 1. března 2013     | 29. března 2014    | 26. září 2014      | aktivní                              |
| Kabira (PL-83)   | 1. března 2013     | 28. dubna 2014     | 7. listopadu 2014  | aktivní                              |
| Zampa (PL-84)    | 1. března 2013     | 12. září 2014      | 25. února 2015     | aktivní                              |
| Tarama (PL-85)   | 24. ledna 2014     | 28. srpna 2014     | 25. listopadu 2015 | aktivní                              |
| Urado (PL-86)    | 24. ledna 2014     | 24. srpna 2014     | 25. listopadu 2015 | původní název jako Ikema, aktivní    |
| Imari (PL-87)    | 26. listopadu 2013 | 23. března 2015    | 25. listopadu 2015 | původní název jako Irabu, aktivní    |
| Tokašiki (PL-88) | 26. listopadu 2013 | 20. srpna 2015     | 4. února 2016      | aktivní                              |
| Esan (PL-89)     | 27. února 2014     | 13. července 2015  | 24. února 2016     | původní název jako Aguni, aktivní    |
| Izena (PL-90)    | 27. února 2014     | 30. září 2015      | 24. února 2016     | aktivní                              |
| Riširi (PL-11)   | 24. února 2015     | 21. března 2016    | 27. října 2016     | aktivní                              |
| Aguni (PL-12)    | 24. února 2015     | 11. května 2016    | 27. října 2016     | původní název jako Esan, aktivní     |
| Motobu (PL-13)   | 20. března 2014    | 17. prosince 2015  | 29. listopadu 2016 | aktivní                              |
| Jonaguni (PL-14) | 20. března 2014    | 24. března 2016    | 25. listopadu 2016 | aktivní                              |
| Oki (PL-01)      | 24. února 2015     | 24. června 2016    | 27. února 2017     | aktivní                              |
| Erimo (PL-02)    | 24. února 2015     | 20. září 2016      | 27. února 2017     | aktivní                              |
| Curuga (PL-91)   | 19. února 2018     | 27. února 2019     | 15. května 2020    | aktivní                              |
| Ečizen (PL-92)   | 27. listopadu 2018 | 16. října 2019     | 30. července 2020  | aktivní                              |
| Wakasa (PL-93)   | 12. března 2020    | 15. února 2022     | 13. února 2023     | aktivní                              |
| Hateruma (PL-94) | 5. března 2021     | 9. února 2023      | 22. února 2024     | aktivní                              |
| Irabu (PL-95)    |                    | 16. března 2024    | 20. února 2025     | aktivní                              |

## Konstrukce

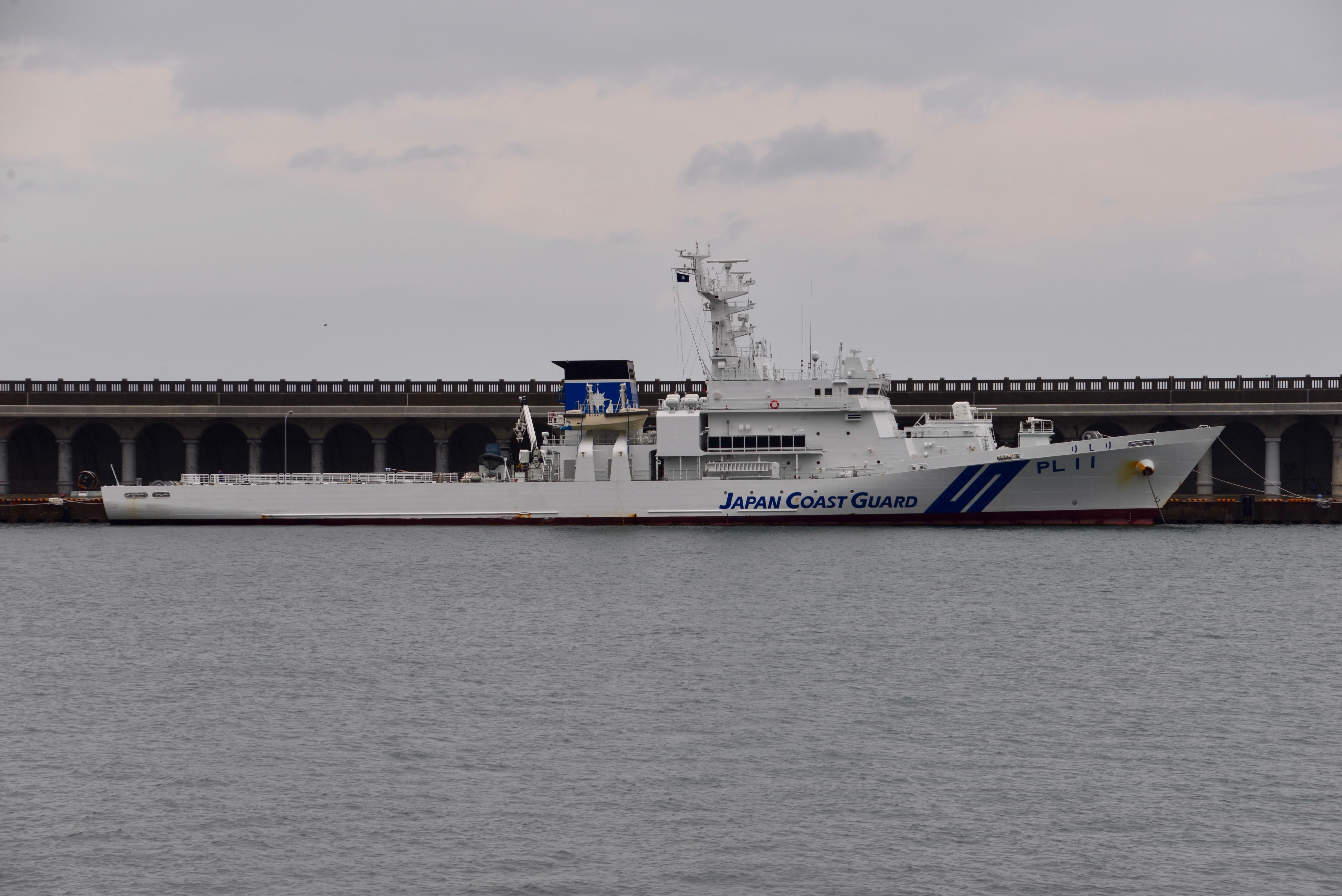
Riširi (PL-11)

Prvních dvanáct plavidel neslo jeden rotační 20mm kanón JM61-RFS Sea Vulcan, následující plavidla jsou vyzbrojena jedním 30mm kanónem Mk.44 Bushmaster II. Dále nesou jedno vodní dělo. Plavidla vybavena rychlými čluny RHIB a záchranářskými čluny z sklolaminátu. Na zádi se nachází přistávací plocha pro vrtulník. Prvních osmnáct plavidel pohánějí dva diesely JFE/DU-SEMT-Pielstick 12PC2-6V, každý o výkonu 8900 hp, pohánějící dva lodní šrouby se stavitelnými lopatkami. Pohonný systém pozdějších plavidel byl změněn na dva diesely IHI 18MG28AHX, každý o výkonu 9055 hp. Manévrovací schopnosti zlepšují jeden příďový dokormidlovací zařízení. Nejvyšší rychlost dosahuje 25 uzlů.